# Kenanten
Kenanten is een bestuurslaag in het regentschap Mojokerto van de provincie Oost-Java, Indonesië. Kenanten telt 6463 inwoners (volkstelling 2010).